# Чичаев, Умар
Ума́р Чича́ев (род. в 1989 году) — российский боец смешанных единоборств, чемпион Европы и мира по тхэквондо, мастер спорта по кикбоксингу. Дебютный бой Чичаева на профессиональной арене состоялся 15 декабря 2012 года. В этом поединке Чичаев техническим нокаутом победил другого российского бойца Шейха Муртузалиева. По состоянию на июль 2019 года, после семи боёв его рекорд составлял 4 победы (2 нокаута и 2 болевых приёма) и 3 поражения (2 болевым приёмом и одно — удушающим).
В 2024 году, будучи заместителем командира взвода ОМОНа «Ахмат», участвовал в перестрелке, связанной с конфликтом между группой Владислава Бакальчука и службой безопасности Wildberries. После этого был взят под стражу.

## Статистика выступлений в смешанных единоборствах
| Результат | Дата                 | Турнир                                             | Соперник            | Страна     | Раунд | Время | Метод                           |
| --------- | -------------------- | -------------------------------------------------- | ------------------- | ---------- | ----- | ----- | ------------------------------- |
| Победа    | 23 августа 2015 года | WFCA 7 — Siberian Battle                           | Михаил Майоров      | Россия     | 1     | 0:07  | Нокаутом (удар ногой в голову)  |
| Поражение | 14 мая 2015 года     | Akhmat MMA — Grozny Fights                         | Константин Веселкин | Россия     | 2     | 2:26  | Сабмишном (рычаг локтя)         |
| Победа    | 22 июня 2014 года    | Absolute Championship Berkut — Grand Prix Berkut 9 | Шамиль Абдулзагиров | Россия     | 3     | 4:14  | Сабмишном (удушение гильотиной) |
| Победа    | 25 мая 2014 года     | Absolute Championship Berkut — Grand Prix Berkut 8 | Адилет Мусаев       | Кыргызстан | 1     | 0:43  | Сабмишном (удушение гильотиной) |
| Поражение | 9 марта 2014 года    | Absolute Championship Berkut — Grand Prix Berkut 2 | Расул Мансуров      | Кыргызстан | 2     | 3:16  | Сабмишном (удушение плечом)     |
| Поражение | 4 октября 2013 года  | Fight Nights — Battle on Terek                     | Андрей Власов       | Россия     | 1     | 1:43  | Сабмишном (рычаг локтя)         |
| Победа    | 15 декабря 2012 года | ProFC 45 — Thunder in Grozny                       | Шейх Муртузалиев    | Россия     | 1     | 2:45  | Техническим нокаутом (удары)    |